# Большая Ижора
Больша́я Ижо́ра (фин. Haisevaisi) — городской посёлок (посёлок городского типа) в Ломоносовском районе Ленинградской области России. Образует муниципальное образование Большеижо́рское городское поселение как единственный населённый пункт в его составе.

## История
Нынешняя Большая Ижора возникла из села Большая Ижора, деревни Сагомилье, дачного посёлка Приморский Хутор и дачи Пильная. Современный посёлок расположен вдоль старинного шведского королевского тракта, который шёл от Ниеншанца в устье реки Охта до Нарвы.
- ?—1478 — земли входят в состав Дудоровского погоста Новгородской республики и принадлежат посаднику Захарию Овинову.
- 1478—1617 — присоединение к Московскому княжеству. Земля вошла в Ореховский уезд Водской пятины. Землями владел московский воевода Афоня Бестужев.
- 1612 год — в Дозорной книге Водской пятины Корельской половины, в Дудоровском погосте упоминается деревня Гаизявязь[5][6].
- 1615 год — в «Писцовых книгах Ореховского уезда» упоминается деревня швед. Haisevesi by[6].
- 1617—1622 — собственность Швеции (Ингерманландия).
- 1617 год — в «Писцовых книгах Ореховского уезда» упоминается деревня швед. Haisouesi[6].
- 1622—1624 — собственность Юхана Шютте под именем баронства Дудергофского.
- 1630-е годы — на карте Нотебургского лена П. Васандера обозначена как селение швед. Heisestis[7].
- 1639 год — в Переписи дудергофского погоста упоминается как деревня Хасивас или Хаизова (швед. Hasiwas eller Haisowa)[6].
- 1667—167? — собственность Акселя Столарма, председателя апелляционного суда Финляндии. Входит в состав Бронной мызы (Пронсмойсио).
- 1676 год — на карте Ингерманландии А. И. Бергенгейма, составленной по шведским материалам, упомянута как мыза швед. Sillakonda[8].
- 167?—1702 — собственность Марии Кюле.
- 1696 год — в переписи Дудергофского погоста Ингерманландии упоминается как деревня швед. Haissofvaissi при мызе швед. Prånsmåissio[6].
- 1702—1729 — земли поступают в собственность А. Д. Меншикова.
- 1704 год — на шведской «Генеральной карте провинции Ингерманландии» упоминается как мыза швед. Sillakondo[9].
- 1705 год — как селение Соласикова, упоминается на «Географическом чертеже Ижорской земли» Адриана Шонбека[10].
- 1730 — собственность императора Петра II.
- 1770 год — на карте Санкт-Петербургской губернии Я. Ф. Шмидта упоминаются два смежных селения: Ижоры и Пильна[11].
- 1774—1822 — Екатерина II пожаловала «Мызу Пильну» А. С. Бибиковой, вдове генерал-аншефа А. И. Бибикова. После её смерти мыза перешла в собственность её сына, героя войны 1812 года А. А. Бибикова.
- 1798—1849 — собственность великого князя Михаила Павловича.
- 1831 год — деревни Большая Ижорская из 35 дворов и Сахамюлля (Пильная) из 11 дворов упоминаются на «Топографической карте окрестностей Санкт-Петербурга» Ф. Ф. Шуберта[12].

БОЛЬШАЯ ИЖОРСКАЯ — деревня принадлежит государю великому князю Михаилу Павловичу, число жителей по ревизии: 95 м. п., 89 ж. п. 

САГОМИЛЬЕ — деревня принадлежит государю великому князю Михаилу Павловичу, число жителей по ревизии: 35 м. п., 28 ж. п. (1838 год)

В 1844 году деревня Большая Ижорская насчитывала 33 двора, а Сагомилье (Пильная) — 5.
На этнографической карте Санкт-Петербургской губернии П. И. Кёппена 1849 года обозначена деревня «Gr. Ishorskaja», расположенная в ареале расселения ижоры. В пояснительном тексте к этнографической карте записаны деревни:
- Haisewaisi (Большая Ижорская), количество жителей на 1848 год: ижоры — 95 м. п., 112 ж. п., всего 207 человек, которые относились к православному Ораниенбаумскому приходу[16]
- Sahamylly (Сагомилье, Пильной), количество жителей на 1848 год: эвремейсов — 36 м. п., 36 ж. п., савакотов — 5 ж. п., всего 77 человек, которые относились к лютеранскому приходу Тюрё[17].

ИЖОРСКАЯ БОЛЬШАЯ — деревня Ораниенбаумского дворцового правления, по просёлочной дороге, число дворов — 30, число душ — 98 м. п.

САГОМИЛЬЕ — деревня Ораниенбаумского дворцового правления, по просёлочной дороге, число дворов — 11, число душ — 37 м. п. (1856 год)

В 1860 году деревня Большая Ижорская насчитывала 42 двора, а Сагамилье (Пильная) с мызой Везенберг — 16 дворов.

ИЖОРСКАЯ БОЛЬШАЯ — деревня Ораниенбаумского дворцового ведомства при ручье безымянном, на приморском просёлочном тракте по правую сторону этого тракта, в 20 верстах от Петергофа, число дворов — 40, число жителей: 99 м. п., 130 ж. п.

САХАМИЛЬЯ (САГАМИЛЬЕ, ПИЛЬНА) — деревня Ораниенбаумского дворцового ведомства, там же, число дворов — 19, число жителей: 36 м. п., 46 ж. п.

ВЕЗЕНБЕРГ — мыза владельческая при ключе, там же, число дворов — 1, число жителей: 4 м. п., 5 ж. п. (1862 год)

- В 1869 году была построена первая, деревянная приходская православная церковь.
- В 1876 году церковь сгорела.
- В 1877 году на её месте была построена и освящена вторая деревянная церковь во имя святого Николая Чудотворца[21].

- Деревня Большая Ижора на карте 1885 года

- В 1885 году деревня Большая Ижорская насчитывала 45 дворов, Сагамилье — 20.
- Согласно материалам по статистике народного хозяйства Петергофского уезда 1887 года мыза Везенберг (Приморский хутор) площадью 80 десятин принадлежала вдове капитана А. П. Белавенец, она была приобретена двумя частями в 1881 и 1882 годах за 16 000 рублей. Дача сдавалась в аренду[22].
- В 1890 году Общество лоцманов из посёлка Лебяжье построило в Большой Ижоре здание для церковно-приходской школы.
- В конце XIX века наследники адмирала Белавенца называют имение «Приморский хутор».
- К началу XX века всё население района Ораниенбаумской (Лебяженской) волости Петергофского уезда было грамотным.
- В 1908 году в Большой Ижоре был 51 крестьянский двор, 2 постоялых двора (сельские гостиницы), церковь, мельница, 4 кузницы. По приходским данным население деревни было исключительно ижорским[23].
- К 1913 году количество дворов в Большой Ижоре увеличилось до 51, в Сагомилли — до 25[24].
- 1917 — национализация Советской властью.
- Согласно данным переписи населения СССР 1926 года в селе Большие Ижоры Дубковского сельсовета Ораниенбаумской волости Троцкого уезда проживали 304 человека — большинство русские, а также поляки, эстонцы и ижоры; в деревне Сагамилье — 134 человека, большинство ижоры, а также русские; хутора Приморские населяли 64 человека — большинство русские, а также эстонцы, поляки и немцы[25].
- По административным данным 1933 года село Большая Ижора, деревня Сагомилье и хутор Приморский входили в состав Бронинского сельсовета Ораниенбаумского района[26].

- План села Большая Ижора. 1939 год

- Согласно топографической карте 1939 года село Большая Ижора насчитывало 71 двор, деревня Сагомилье — 37 дворов, в южной части деревни находилась силосная башня. 27 августа 1939 село Большая Ижора было отнесено к категории посёлков городского типа.
- 1938 — Решение наркома ВМФ М. П. Фриновского о строительстве военно-морской базы.
- 1966 — Основание садоводства «Строитель».
- 24 декабря 2004 года в соответствии с областным законом Ленинградской области № 117-оз «Об установлении границ и наделении соответствующим статусом муниципального образования Ломоносовский муниципальный район и муниципальных образований в его составе» на территории пгт Большая Ижора образовано Большеижорское городское поселение[27].

## География
Посёлок расположен в северной части района на берегу Финского залива, к западу от города Ломоносов.
Посёлок находится на автодороге 41А-007 (Санкт-Петербург — Ручьи), в месте примыкания к ней автодороги А120 (Санкт-Петербургское южное полукольцо). Расстояние до районного центра — 13 км.
Через посёлок протекает Чёрная речка (Сапаоя).

## Демография
Коренное население — ижора и ингерманландцы, практически исчезло в результате репрессий и депортаций.
| 1838  | 1848  | 1862  | 1942  | 1945  | 1949  | 1959  | 1970  | 1979  |
| ----- | ----- | ----- | ----- | ----- | ----- | ----- | ----- | ----- |
| 63    | ↗77   | ↗229  | ↗283  | ↗945  | ↗1723 | ↗3798 | ↗4694 | ↘4569 |
| 1989  | 1997  | 2002  | 2006  | 2009  | 2010  | 2011  | 2012  | 2013  |
| ↘3967 | ↘3600 | ↗3831 | ↘3700 | ↘3652 | ↘3314 | ↘3290 | ↘3211 | ↘3098 |
| 2014  | 2015  | 2016  | 2017  | 2018  | 2019  | 2020  | 2021  | 2023  |
| ↘2995 | ↘2976 | ↘2938 | ↘2872 | ↘2851 | ↘2767 | ↘2746 | ↘2435 | ↗2484 |
| 2024  | 2025  |       |       |       |       |       |       |       |
| ↗2524 | ↘2516 |       |       |       |       |       |       |       |

Изменение численности населения за период с 1838 по 2020 год:

## Экономика
- Большая Ижора — популярное дачное место, дюны и пляж на берегу Финского залива.
- В посёлке находится база хранения вооружения Военно-морского флота России (в/ч 55443-ли).

## Достопримечательности
- В окрестностях посёлка расположены исторические укрепления из состава Морской крепости Императора Петра Великого — батарея Владимирская, первая подземная бетонная крепость России на южном берегу Финского залива, а также форт Красная Горка, батарея Серая Лошадь[60].
- На южной стороне посёлка на возвышении находится братское захоронение революционных матросов-кронштадцев.
- До 1942 года в районе посёлка была построена карьерная узкоколейка длиной 5 км. Сейчас западная ветка перешита на широкую колею, а южная разобрана (сохранилась просека на карьер).
- На местном кладбище похоронены Нина Ивановна Гаген-Торн и Иван Петрович Белавенец.

## Транспорт
Железнодорожная станция Большая Ижора на линии Санкт-Петербург — Калище.
В посёлке осуществляется автобусное сообщение по маршрутам:
- 401 Санкт-Петербург,  «Автово» — Сосновый Бор, проспект Героев (перевозчик — ООО «Пальмира»);
- 402 Санкт-Петербург,  «Парнас» — Сосновый Бор, проспект Героев (перевозчик — ООО «Пальмира»);
- 671А Ломоносов, вокзал — Таменгонт (перевозчик — ООО «Вест-Сервис»);
- 672 Ломоносов, вокзал — Краснофлотск (перевозчик — ООО «Пальмира»);
- 673 Ломоносов, вокзал — Краснофлотская развилка (перевозчик — ООО «Пальмира»);
- 673А Ломоносов, вокзал — Сосновый Бор, проспект Героев (перевозчик — ООО «Пальмира»)
- 691 Ломоносов, вокзал — Большая Ижора (перевозчик — ООО «Вест-Сервис»);
- 691А Ломоносов, вокзал — Садоводство (перевозчик — ООО «Вест-Сервис»);
- К-401А Санкт-Петербург,  «Автово» — Сосновый Бор, проспект Героев (перевозчик — ООО "Пальмира);
- К-403 Санкт-Петербург,  «Купчино» — Сосновый Бор, проспект Героев (перевозчик — ООО «Пальмира»).

## Фото
- Железнодорожный переезд в Большой Ижоре
- Дом семейства Гаген-Торн. Большая Ижора

## Улицы
Астанина, Водопроводная, Заречная, Зелёная, Зелёный переулок, Ивановская, Комсомольская, Лесная, Ломаная, Луговая, Межевая, Нагорная, Нагорный переулок, Новая, Октябрьская, Песочная, Петросьяна, Пионерская, Полевая, Приморская, Приморское шоссе, Советская, Сосновая, Строителей, Сургина, Тупиковая, Тупиковый переулок.